# Intim fejlövés
Az Intim fejlövés 2009-ben készült 73 perces magyar krimivígjáték. 2009. június 4-én mutatták be.

## Cselekmény
A film egyetlen nap eseményeit tömöríti. Négyen, Gábor, Ákos, Tomi és Balázs ugyanazon az estén ugyanabban az éjszakai klubban kötnek ki.
Négy különálló epizódban négy férfit ismerünk meg, akik mind valamilyen magánéleti problémával találják szembe magukat. A középkorú Ákos fiatal lányokkal csetel, miközben saját feleségétől elhidegült. Gábor nősülni készül, jövendőbelije azonban épp a nagy nap előtt robbantja a bombát, hogy mit is titkolt eddig élete párja elől. A fiatal Tomi beteges kisebbrendűségi komplexusban szenved – egy igen tipikus szexuális tévhit miatt. Az elfoglalt Balázsnak pedig azzal kell szembesülnie, hogy vonzó felesége éppen legjobb barátjával csalja. 
Mindez lehetne akár komikus is, ám mindegyik kis történet a kommunikációképtelenségről, az őszintétlenségről, a nagyvárosi magányról árulkodik (így leginkább a Nem vagyok a barátod rokona). Ezt az érzést csak erősítik a vágóképként közbeékelt jelenetek a sztriptízbárral, ahol hőseink búsonganak, miközben műtött mellű sztripperek vonaglanak előttük lélektelenül…

## Szereplői
- Szabó Győző – Gábor
- Gáspár Tibor – Ákos
- Huszár Zsolt – Balázs
- Kovács Lehel – Tomi
- Gáspár Kata – Kati
- Nagy-Kálózy Eszter – Mari
- Nagy Zsolt – Péter
- Földes Eszter – Szilvi/Gabi
- Botos Éva – Hajni
- Várkonyi Eszter – Éva

## Stáblista
- Gyártásvezető: Óvári Eszter
- Látványtervező: Izsák Éva
- Jelmez: Kiss Gabi
- Producer: Angelusz Iván, Rajna Gábor, Sipos Gábor, Reich Péter, Szűcs Dóra,
- Jelmeztervező: Kiss Gabriella
- Operatőr: Petrik András
- Forgatókönyvíró: Szajki Péter
- Rendező: Szajki Péter
- Vágó: Papp Szilvia